# Мацкепладзе, Кондрат Барнабович
Кондрат Барнабович Мацкепладзе (8 сентября 1908 года, Тифлисская губерния — 1981 год) — горняк, начальник производственного отдела «Главзолото». Герой Социалистического Труда (1961). Один из основателей прииска «Маршальский», Якутская АССР.

## Биография
Родился в 1908 году в крестьянской семье в Тифлисской губернии. Окончив семилетнюю школу, работал на различных горнодобывающих производствах. В 1925 году поступил в Московскую горную академию, закончил в 1938 г. Московский горный институт (сегодня – Горный институт НИТУ «МИСиС»), по окончании которого работал инженером в тресте «Главруда» Наркомтяжпрома СССР. С 1932 года работал на шахтах Крайнего Севера. В 1944 году был откомандирован в Якутию, где работал главным инженером на прииске «Маршальский» Индигирского горнопромышленного управления. В 1954 году назначен главным инженером горнодобывающего комбината «Индигирзолото». С 1962 года председатель Якутского и позднее — Северо-Восточного совнархоза Якутской АССР.
В 1961 году удостоен звания Героя Социалистического Труда. В этом же году назначен начальником производственного отдела «Главзолото», где проработал до выхода на пенсию в 1972 году.
Скончался 19 сентября 1981 года.

## Сочинения
- Скоростная проходка и отработка шахт на приисках Индигирки [Текст]. — Якутск : Якуткнигоиздат, 1960. — 8 с., 3 л. черт.; 20 см. — (За технический прогресс!).

## Память
- Его именем названа улица в посёлке Усть-Нера.

## Награды
- Герой Социалистического Труда — указом Президиума Верховного Совета СССР от 9 июня 1961 года
- Орден Ленина